# Lijst van betaaldvoetbalclubs in Frankrijk
Dit is een overzicht van alle voetbalclubs die in het heden of het verleden hebben deelgenomen aan het betaalde voetbal in Frankrijk.
Zie ook:
- Ligue 1
- Frans voetbalelftal
- Voetbal van A tot Z

## A
- Ajaccio AC
- Amiens SC
- Angers SCO
- AJ Auxerre
- Avion Bayonnais

## B
- SC Bastia
- Boulogne Côte-d'Opale

## C
- SM Caen
- AS Cannes
- Chamois Niortais
- LB Châteauroux
- SO Châtellerault
- Cherbourg Football
- Clermont Foot Auvergne
- Créteil Lusitanos
- Croix de Savoie 74

## D
- Dijon Football

## E
- En Avant Guingamp
- Entente Sannois Saint-Gratien FC

## G
- Gazeléc Ajaccio FCO
- Girondins de Bordeaux
- Grenoble Foot 38
- FC Gueugnon

## I
- FC Istres

## L
- Le Havre AC
- Le Mans UC72
- RC Lens
- FC Libourne Saint-Seurin
- Lille OSC
- FC Lorient
- CS Louhans-Cuisseaux

## M
- FC Metz
- AS Monaco
- Montpellier HSC
- AS Moulins

## N
- AS Nancy Lorraine
- FC Nantes
- Nîmes Olympique

## O
- Olympique Lyonnais
- Olympique Marseille

## P
- Paris Saint-Germain FC
- Pau FC

## R
- Racing Besancon
- US Raon L'Etape
- SO Romorantin

## S
- AS Saint-Étienne
- CS Sedan Ardennes
- FC Sète 34
- FC Sochaux-Montbéliard
- Stade Brest
- Stade Laval
- Stade de Reims
- Stade Rennais FC
- RC Strasbourg

## T
- SC Toulon Var
- Toulouse FC
- Tours FC
- ES Troyes AC

## V
- Valenciennes FC
- Vannes OC

## Z
Argentinië · 
België · 
Brazilië · 
Duitsland · 
Engeland · 
Frankrijk · 
India · 
Italië ·
Kroatië ·  
Nederland · 
Oostenrijk · 
Portugal · 
Schotland · 
Spanje · 
Turkije